# Борщівська районна державна адміністрація
Борщівська районна державна адміністрація (Борщівська РДА) — колишній орган виконавчої влади в Борщівському районі Тернопільської області України.

## Історія
16 грудня 2020 року реорганізована шляхом приєднання до Чортківської райдержадміністрації.

## Структурні підрозділи
- Апарат районної державної адміністрації
- Управління соціального захисту населення
- Фінансове управління
- Відділ освіти, сім'ї, молоді, фізичної культури та спорту
- Відділ житлово-комунального господарства, архітектури, оборонної роботи, цивільного захисту та взаємодії з правоохоронними органами
- Відділ-центр надання адміністративних послуг та видачі дозвільних документів
- Архівний відділ
- Сектор культури, національностей та релігій
- Служба у справах дітей
- Сектор державної реєстрації

## Особи

### Очільники
Представники Президента України:
|  | Прізвище, ім'я, по батькові | Термін повноважень |
|  | --------------------------- | ------------------ |
|  | 1.                          |                    |

Голови райдержадміністрації:
|    | Прізвище, ім'я, по батькові  | Термін повноважень              |
| -- | ---------------------------- | ------------------------------- |
| 1. | Ярослав Іванович Верхола     | ? — 22 березня 2014             |
| 2. | Ярослав Дмитрович Галяс      | 25 квітня 2014 — 23 грудня 2014 |
| 3. | Юзьків Людмила Володимирівна | 21 травня 2015 — 9 липня 2019   |
| 4. | Гуцул Юрій Васильович        | 26 травня 2020 — 26 лютого 2021 |

### Заступники
- Віктор Голубець — заступник,
- Володимир Олійник — заступник,
- Лілія Демчан — керівник апарату